# مايك غونزاليس (مؤرخ)
مايك غونزاليس (بالإنجليزية: Mike Gonzalez)‏ هو مؤرخ بريطاني، ولد في 1943.